# Csizmás Kandúr nyugatra megy
A Csizmás Kandúr nyugatra megy (ながぐつ三銃士; Nagagucu szandzsúsi; Hepburn: Nagagutsu sanjūshi) 1972-ben bemutatott japán animációs kalandfilm, amely a Toei Animation Csizmás Kandúr-sorozatának második része, Kacumata Tomoharu rendezésében. 
Japánban 1972. március 18-án mutatták be a mozikban, Magyarországon 1995. január 26-án jelentette meg a Mokép VHS-en, majd később DVD-n is kiadásra került. A televízióban a TV3 és a Duna TV tűzte műsorára. A film Magyarországon kívül eljutott még Franciaországba, Spanyolországba és Oroszországba is.

## Cselekmény
Csizmás Kandúr a vadnyugatra megy Jimmy nevű társával, miközben a kandúrölők tovább üldözik. Útközben találkoznak Annie-val, aki az apjához utazik hazafelé. Mikor megérkeznek, kiderül, hogy Annie apját megölték. Csizmás Kandúr felajánlja a segítségét, hogy kiderítsék, ki a gyilkos. Azonban a dolgukat megnehezíti, hogy Annie apja volt a város seriffe, így a banditák most szabadon garázdálkodhatnak. Hamarosan kiderül, hogy a banditák egy pénzhamisító üzemet működtetnek a városban és Jimmy sem az a mihaszna, lusta tehenészfiú, akinek mutatta magát.

## Szereplők
| Szereplő                    | Japán hang           | Magyar hang                 |
| --------------------------- | -------------------- | --------------------------- |
| Csizmás Kandúr (Pero)       | Szuzuki Jaszusi      | Kassai Károly               |
| Jimmy                       | Komijama Kijosi      | Bor Zoltán                  |
| Annie                       | Kobato Kurumi        | Csondor Kata                |
| Bandafőnök                  | Sima Usio            | Harsányi Gábor              |
| Félszemű bérgyilkos kandúr  | Jasiro Sun           | Háda János                  |
| Bérgyilkos kandúr           | Tanonaka Iszamu      | Kocsis György               |
| Legkisebb bérgyilkos kandúr | Mizumori Ado         | Forgács Péter               |
| Félszemű bandita            | Sibata Hidekacu      | Balázsi Gyula               |
| Nagydarab bandita           | Maszuoka Hirosi      | Koroknay Géza               |
| Kövér bandita               | Mine Eken            | Imre István                 |
| Alacsony bandita            | Vakui Szecuo         | Imre István                 |
| Egérfőnök                   | Tomita Kószei        | Jakab Csaba                 |
| Kisegér                     | Csidzsimacu Szacsiko | Minárovits Péter            |
| Jane                        | Takahasi Kazue       | Győri Ilona                 |
| Polgármester                | Aoki Sodzsi          | Dobránszky Zoltán           |
| Postakocsis                 | Jada Kódzsi          | Rudas István                |
| Macskakirály                | N/A                  | Papp János                  |
| Pap                         | N/A                  | Kardos Gábor                |
| Banditák                    | N/A                  | Varga T. József Varga Tamás |